# Alfons-Hoffmann-Altenheim
Das Alfons-Hoffmann-Altenheim ist ein ehemals denkmalgeschütztes Pflegeheim an der Agnes-Bernauer-Straße 185 im Münchner Stadtteil Pasing. Es wurde in den Jahren 1954 bis 1957 nach Plänen der Architekten Felix Büttner und Hans Högg als städtisches Altersheim errichtet.

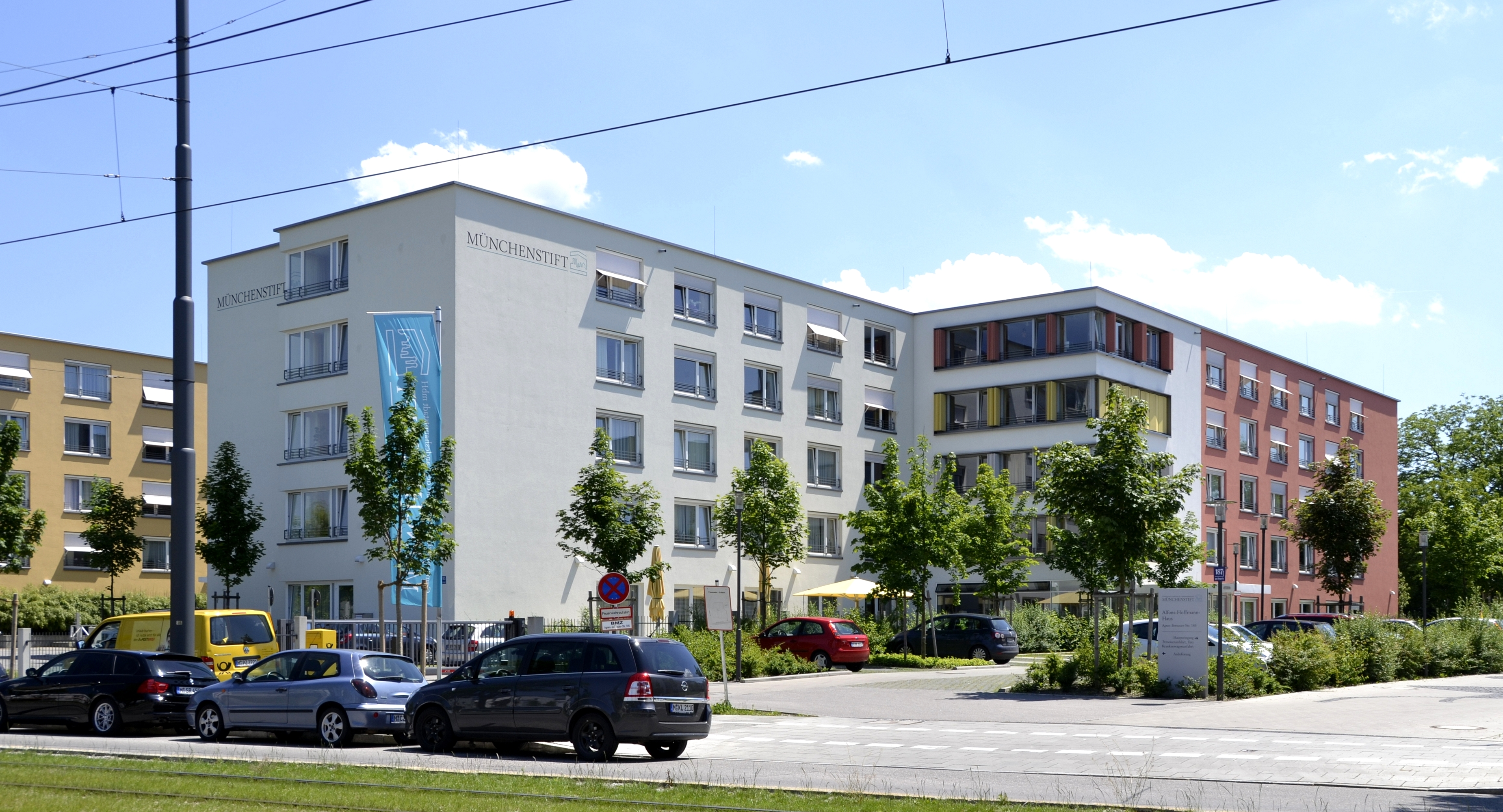
Der östliche Teil des Neubaus des Pflegeheims

Der Bau besteht aus mehreren, in der Höhe gestaffelten Flügeln. Im westlichen Teil formieren die Wohntrakte einen Innenhof, nach Südosten hin öffnet sich die Anlage in ein Parkgelände.
Zu den beachtenswertesten Räumen des Hauses zählt die nach außen verglaste Eingangshalle mit einer geschwungenen Empore. Im Südflügel befindet sich ein großer Theatersaal mit ebenfalls großen Fensterfronten.
In den Ostflügel ist eine kleine Hauskapelle integriert. Den Altar der Kapelle schmückt ein aus Bronze gefertigtes Kruzifix des Zwieseler Bildhauers Wolf Hirtreiter. 
Ende der 1990er-Jahre entschied der Träger, die stadteigene Gesellschaft Münchenstift, das Seniorenheim zu modernisieren. Um den Betrieb aufrechtzuerhalten, wurde ein Behelfsbau errichtet und im Jahr 2006 ein Teil des alten Gebäudes abgebrochen. Seit 2007 gibt es in sich geschlossene Wohneinheiten für 11 bis 14 Bewohner.